# Mushjortar
Mushjortar (Tragulidae) är en familj idisslare som består av 3 släkten med upp till 8 arter. De är småväxta skygga djur som återfinns i tropiska skogar i Afrika, Indien och Sydostasien.

## Kännetecken
Familjen var vitt spridd och framgångsrik från oligocen till miocen, men utvecklades nästan inte under denna långa tidsperiod (nästan 30 miljoner år). Arterna i familjen kan anses vara exempel på primitiva idisslare. De har en fyrdelad mage, men den tredje kammaren är underutvecklad. Mushjortarna saknar horn, och har korta smala ben.
Den största arten i familjen är det afrikanska vattenmyskdjuret som är cirka 45 till 85 cm långt och väger ungefär 10 kg. Den anses vara den mest primitiva av arterna. Tragulus javanicus (malajiska kancil) är den minsta av arterna. Den blir cirka 45 cm och väger runt 2 kg, vilket gör den till ett av de minsta hovdjuren över huvud taget.
Tandformeln är I 0/3 C 1/1 P 3/3 M 3/3, alltså 34 tänder.

## Utbredning
En art, vattenmyskdjuret, lever i centrala delar av Afrika. De andra lever i Syd- och Sydostasien från Indien till Indonesien. Deras habitat är skogar, huvudsakligen regnskogar, med tät undervegetation, oftast i närheten av vattendrag.

## Levnadssätt
Alla mushjortar är aktiva under gryningen eller natten. De är skygga och observeras sällan av människor. Mushjortarnas revir markeras med urin, avföring och körtelvätska som bildas i en körtel vid käken. De lever antingen ensamma eller i monogama familjer. Hannarnas revir är betydligt större än honornas; typiskt cirka 25 respektive cirka 14 hektar stort. Reviren för individer av olika kön överlappar lite medan individer av samma kön har strikt avgränsade territorier. Utanför parningstiden undviker individerna strider med varandra när de träffas vid gränsen.

## Föda
Mushjortar är huvudsakligen växtätare men de är inte specialiserade på särskilda växtdelar. De äter till exempel blad, gräs, knoppar och frukter som har fallit till marken. I mindre omfång äter de även animalisk föda som insekter, fiskar och as.
Som alla idisslare har de en mage med flera kamrar. Hos denna familj är de emellertid bara tre, mot fyra för andra idisslare; bladmagen saknas.

## Fortplantning
Det har iakttagits att honor av mushjortar kort efter förlossningen parar sig på nytt. På så sätt är de dräktiga nästan hela sitt vuxna liv. Efter en dräktighet på fem till nio månader föds en eller sällan två ungar som kan gå strax efter födelsen och som blir könsmogna redan efter några få månader.

## Systematik
Vanligen skiljs mellan 8 arter fördelade på 3 släkten:
- Hyemoschus
  - Vattenmyskdjur Hyemoschus aquaticus
- Moschiola
  - Indiskt dvärgmyskdjur Moschiola meminna
- Tragulus
  - Mindre mushjort Tragulus javanicus
  - Större mushjort Tragulus napu
  - Tragulus kanchil
  - Tragulus nigricans
  - Tragulus versicolor
  - Tragulus williamsoni

## Hot
På grund av sin mindre storlek faller de ofta offer för krokodiler, större ormar, rovfåglar och kattdjur.
IUCN listar Tragulus nigricans som starkt hotad (endangered) och tre andra arter av släktet Tragulus med kunskapsbrist (data deficient), alla andra arter bedöms som livskraftiga (least concern).